# 北海道道343号蘭越ニセコ倶知安線
北海道道343号蘭越ニセコ倶知安線（ほっかいどうどう343ごう らんこしニセコくっちゃんせん）は、北海道磯谷郡蘭越町と虻田郡倶知安町を結ぶ一般道道（北海道道）である。未開通区間がある。

## 概要

### 路線データ
- 起点：北海道磯谷郡蘭越町字豊国（北海道道229号北尻別蘭越停車場線交点）
- 終点：北海道虻田郡倶知安町南11条東1丁目（国道5号交点）
- 総延長：28.081 km[1]
- 実延長：24.204 km[1]
- 重用延長：1.377 km[1]

## 歴史
- 1961年（昭和36年）3月31日 - 路線認定[2]
- 1985年（昭和60年）4月1日 - 起点を蘭越町字黄金から字豊国に変更[3]
- 2005年（平成17年）12月20日 - 北海道道631号ニセコ高原比羅夫線におけるサンモリッツ大橋開通[4]を含めた道路の供用開始と区域変更[5][6]に伴い、重複区間を変更

## 路線状況

### 重複区間

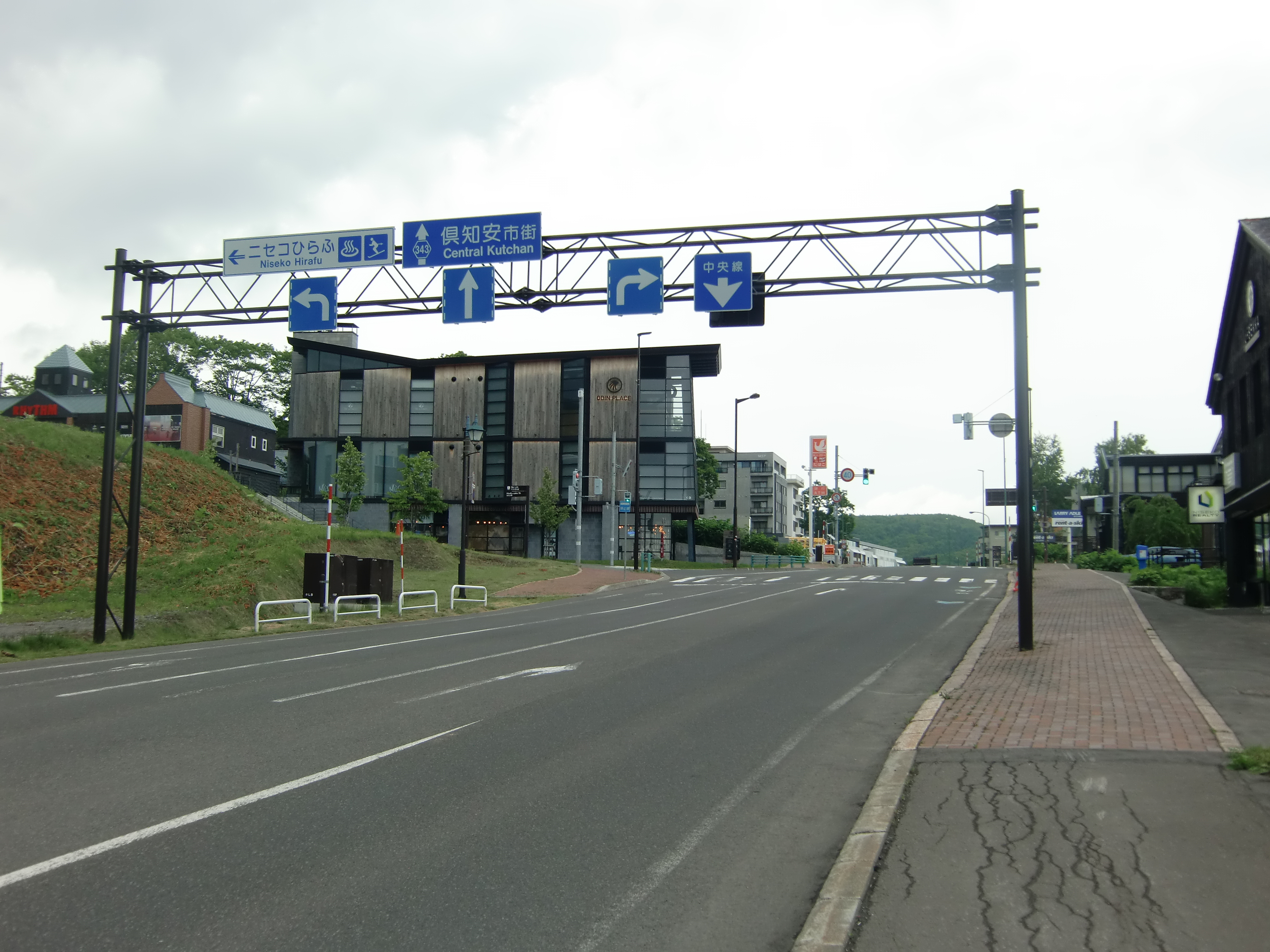
北海道道631号ニセコ高原比羅夫線交点（重複開始点、ニセコひらふ1条3丁目3付近）

- 蘭越町字黄金（北海道道207号昆布停車場ニセコ線）
- ニセコ町字曽我（北海道道66号岩内洞爺線）
- 倶知安町字山田《ニセコひらふ1条3丁目3先 - 5条2丁目6先》（北海道道631号ニセコ高原比羅夫線）

### 未開通区間
- 蘭越町字豊国 - 蘭越町字黄金

## 地理
蘭越町内と倶知安町の終点付近は、尻別川右岸に沿って走る。

### 通過する自治体
- 後志総合振興局
  - 磯谷郡
    - 蘭越町

  - 虻田郡
    - ニセコ町
    - 倶知安町

### 交差する道路
蘭越町
- 北海道道229号北尻別蘭越停車場線 - 字豊国（起点、北海道道268号岩内蘭越線に間接接続）
- 北海道道207号昆布停車場ニセコ線 - 字黄金（重複）

ニセコ町
- 北海道道66号岩内洞爺線 - 字曽我（重複）

倶知安町
- 北海道道631号ニセコ高原比羅夫線 - 字山田《ニセコひらふ1条3丁目3先、5条2丁目6先》（重複）
- 国道5号 - 南11条東1丁目（終点）

### 沿線にある施設など
蘭越町
- 北海道電力株式会社昆布発電所（水力）・北海道電力ネットワーク株式会社昆布変電所 - 字黄金313
  - 上記2施設は未開通区間の字黄金側端部付近に所在
- 黄金温泉 - 字黄金258-1

ニセコ町
- 曽我北栄環状列石 - 字曽我
- ニセコヘリポート - 字曽我870-6
- ニセコビレッジ・ヒルトンニセコビレッジ・ニセコ東山温泉 - 字東山温泉

倶知安町
- 倶知安町立西小学校樺山分校 - 字樺山109
- ニセコ東急 グラン・ヒラフ - ニセコひらふ1条2丁目9-1
- セイコーマートニセコひらふ店 - ニセコひらふ1条3丁目3-8
- ローソン
  - ニセコひらふ店 - ニセコひらふ3条3丁目9
  - 倶知安ひらふ店 - ニセコひらふ4条1丁目3-3
- セブン-イレブン倶知安ヒラフ店 - ニセコひらふ5条2丁目6-15
- マックスバリュ倶知安店 - 南11条西1丁目30
  - ツルハドラッグ倶知安南店、DAISOマックスバリュ倶知安店などを併設

## 参考資料
- 北海道蘭越町『蘭越町史』蘭越町、1964年9月5日。
- 蘭越町史編集委員会『新蘭越町史』蘭越町、1999年12月30日。
- ニセコ町史編さん委員会『ニセコ町史』ニセコ町、1982年3月。
- ニセコ町百年史編さん委員会『ニセコ町百年史 下巻』ニセコ町、2002年3月20日。
- 倶知安町史編纂委員会『倶知安町史』倶知安町、1961年8月30日。
- 倶知安町史編集委員会『倶知安町百年史 上巻』倶知安町、1993年3月31日。
- 倶知安町史編集委員会『倶知安町百年史 中巻』倶知安町、1993年3月31日。
- 倶知安町史編集委員会『倶知安町百年史 下巻』倶知安町、1995年5月31日。